# Fragaria viridis
Fragaria viridis, também conhecido por morango verde, é um morango originário da Europa e Ásia Central. O morangueiro dessa espécie produz frutos de sabor delicado, com uma leve acidez, a principal característica para distinguir o morango verde do morango-silvestre. Recebe esse nome, pois por vezes amadurece sem ficar vermelho.
Sendo uma espécie de morango, pode ser caracterizado sensorialmente por sua delicadeza, textura carnosa e suculência, possuindo coloração vermelha ou esverdeada e sabor agridoce.
Este cultivo vem sendo estudado a respeito de sua composição de óleos essenciais, que apresentam atividades anti inflamatória, antimicrobiana, antioxidante, anticancerígena e sedativa. Nesse sentido, tem sido sugerido que esse grupo possui certo potencial como fonte de metabólitos associados a funções benéficas para a saúde, o que pode ser amplificado a depender da forma como o fruto é armazenado e do seu estágio de amadurecimento.

Além de suas características centrais, essa espécie tem sido estudada em campos como o da genética, com destaque para a investigação do genoma e do sequenciamento genético da Fragaria viridis e também a identificação e duplicação cromossômica entre esta e outras variedades. Nesse sentido, existe também um enfoque de pesquisa no tocante ao cruzamento entre essa e demais espécies do gênero. Essas linhas de pesquisa apresentam grande importância no que se refere ao aprimoramento do cultivo de morangos, o que impacta o mercado deste em âmbitos variados, seja na área da saúde, da gastronomia, ou em outras.